# Северноитальянские языки

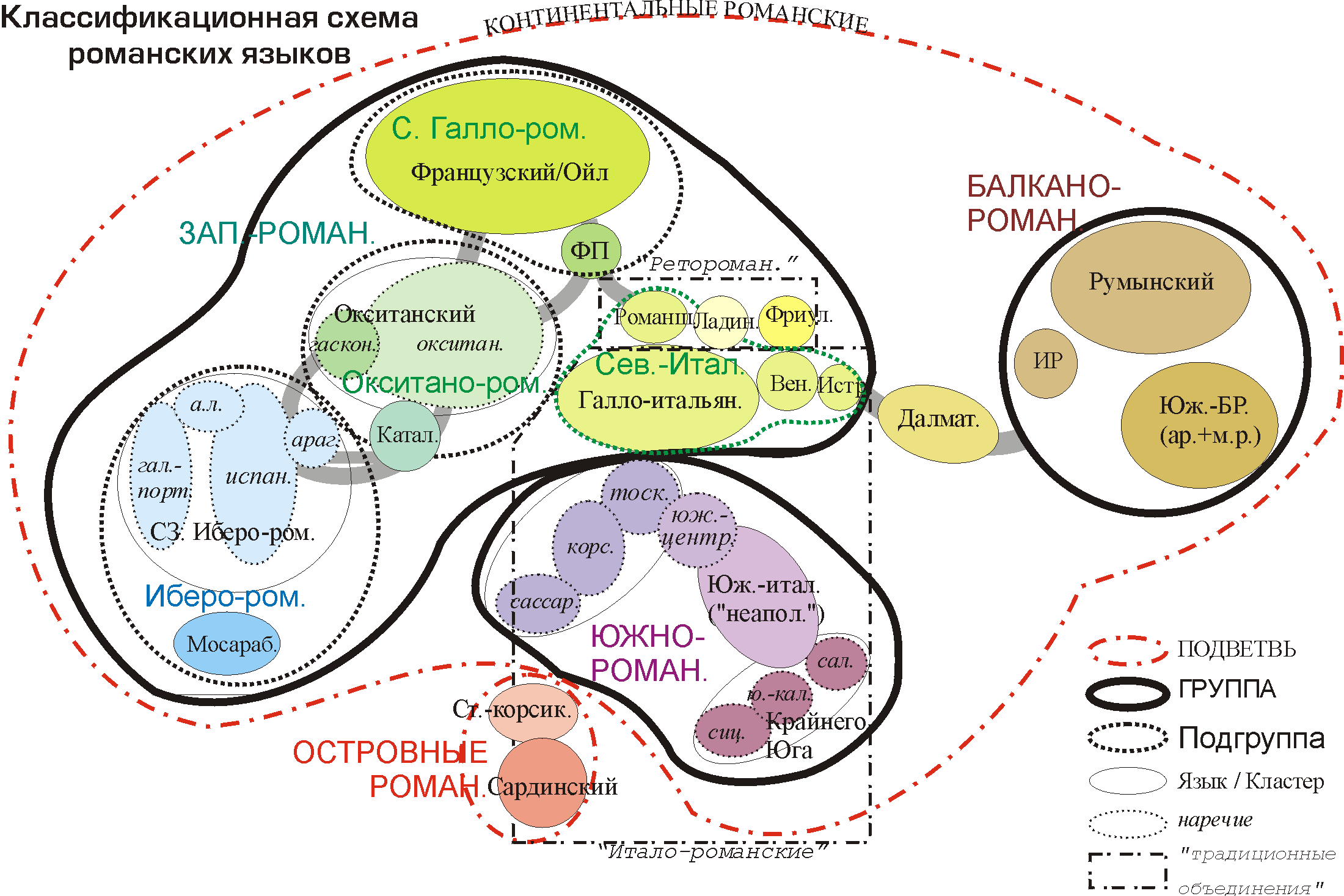
Северноитальянские языки в классификационной схеме романских языков

Северноиталья́нские языки́ (также северноитальянские диалекты; итал. dialetti settentrionali, dialetti altoitaliani) — одна из трёх подгрупп, выделяемых в составе западнороманской языковой ветви. Согласно наиболее распространённой классификации романских языков, учитывающей как типологические сходства, так и географическую близость ареалов, северноитальянские языки рассматриваются как часть итало-романской группы. Помимо северной подгруппы, итало-романский ареал включает также центральную и южную подгруппы. Традиционно северноитальянские языки рассматриваются как диалекты итальянского языка, в то же время с типологической точки зрения они значительно отличаются от собственно итальянского структурного типа.

## Классификация
Подгруппа включает следующие языки и диалекты:
- галло-итальянские (лигурский, ломбардский, пьемонтский, эмилиано-романьольский);
- венетский, включая еврейско-венецианский диалект;
- истророманский (истриотский).

## Ареал и численность
Северноитальянские языки распространены в северных областях Италии, а также в сопредельных районах Франции, Швейцарии и Хорватии, в Монако и Сан-Марино. Говоры северноитальянских языков встречаются также среди потомков переселенцев в южных областях Италии и на Балканах. Отчасти они сохраняются среди потомков эмигрантов итальянского происхождения в США, странах Латинской Америки и Западной Европы.
В северноитальянский ареал входят области Пьемонт, Лигурия, Ломбардия, Эмилия-Романья, Венето, северная часть Марки. На севере к северноитальянскому ареалу примыкают ареалы ретороманского, ладинского и немецкого языков, на востоке — ареал фриульского языка. На юге северноитальянский ареал граничит по линии Ла Специя—Римини с центральноитальянским ареалом, включая ареал тосканского диалекта, на западе — с ареалом галло-романских языков.
Согласно данным справочника Ethnologue, численность говорящих на северноитальянских языках составляет:
- пьемонтский язык — 1,6 млн чел. (2002)[10];
- лигурский язык — 0,5 млн чел. (2002); на Корсике — 0,3—0,4 тыс. чел. (2007), в Монако — 5,1 тыс. чел. (1988)[11];
- ломбардский язык — 3,903 млн чел., из них в Италии — 3,6 млн чел. (2002), в Швейцарии — 0,303 млн чел. (1995)[12];
- эмилиано-романьольский язык — данные о числе носителей отсутствуют, численность этнических групп эмилианцев — 3,0 млн чел.[13]; романьольцев — 1,1 млн чел., в том числе в Сан-Марино — 20,1 тыс. чел.[14];
- венетский язык — 7,852 млн чел., в том числе в Италии — 3,8 млн чел. (2002)[15].

## Общие сведения

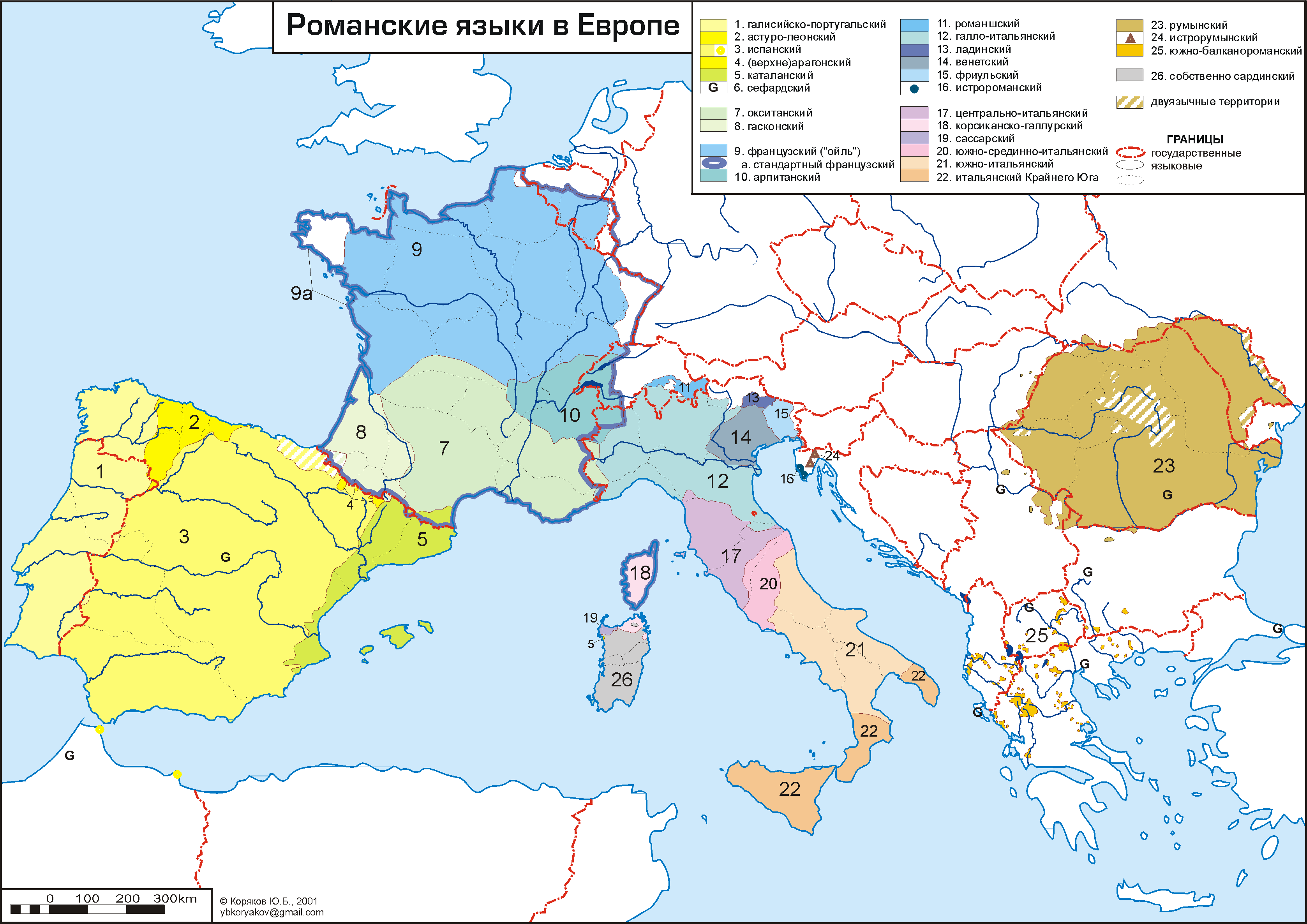
Северноитальянские среди других романских языков

Северноитальянские языки взаимонепонимаемы как с центральноитальянскими и южноитальянскими языками, так и с литературным итальянским языком. Несмотря на усиление позиций общеитальянского языка, северноитальянские сравнительно устойчиво сохраняются. Многие языки имеют литературную форму и устойчивую письменную традицию. В Венето, Пьемонте и Ломбардии северноитальянские языки обладают достаточным социальным престижем. Ранее обособленное положение в северноитальянском ареале занимали территориально-конфессиональные идиомы — еврейско-итальянские диалекты, в первую очередь, обладающий наибольшей гомогенностью еврейско-венецианский диалект.
Северноитальянские языки выделяются во всех классификациях итальянских языков / диалектов, как наиболее чётко противопоставленные всем остальным романским языкам / диалектам Италии.
Большинство исследователей итальянского языка (К. Тальявини, Й. Крамер, А. Дзамбони и другие) рассматривают истророманский (истриотский) как архаичный язык (или диалект) северноитальянского типа, испытавший сильное венетское влияние.
По ряду языковых особенностей с северноитальянскими языками сближаются фриульский и отчасти, ладинский и ретороманский языки. В частности, К. Баттисти считал, что так называемые ретороманские являются сложившимися в условиях изоляции консервативными формами северноитальянских языков / диалектов — ломбардского (ретороманский, или романшский) и венетского (ладинский и фриульский). Архаичными периферийными ареалами северноитальянской языковой системы считали фриульский, романшский и ладинский также Дж. Б. Пеллегрини, Й. Крамер и другие романисты.
В северноитальянском ареале субстратной основой были преимущественно лигурский, венетский и кельтские языки. В качестве суперстрата выступали языки остготов и лангобардов.
Ряд северноитальянских изоглосс, разделяющих северные и центральные диалекты Италии, проходит по древней границе расселения кельтских племён и этрусков.
Линия Ла Специя—Римини, или же линия Ла Специя—Пезаро или Масса-Каррара—Сенегаллия, проходящая от Лигурийского побережья до Адриатики, на границе северноитальянского и центральноитальянского ареалов, включает изоглоссы, которые противопоставляют галло-романские и, в меньшей степени, иберо-романские языки итальянскому, и ещё в меньшей степени, балкано-романским языкам. В число изоглосс этой линии включаются:
- упрощение латинских взрывных согласных;
- озвончение глухих взрывных в интервокальной позиции;
- фрикативизация или исчезновение звонких взрывных согласных в интервокальной позиции;
- тенденция к синкопе безударных гласных;
- тенденция к апокопе конечных гласных, кроме -A;
- протеза гласного перед начальной группой согласных, обычно e- перед s + согласный;
- палатализация группы -CT-.

При учёте других изоглосс, не входящих в пучок Ла Специя—Римини, наблюдается не резкая граница, а постепенный переход от северного к центральному итальянскому ареалу.

## Языковые особенности
Северноитальянские языки отличаются большим структурным разнообразием. В то же время для них характерен ряд общих языковых черт. В области фонетики отмечаются такие особенности, как:
- изменение качества взрывных согласных, находящихся в интервокальной позиции — озвончение, спирантизация, фрикативизация, палатализация и ослабление вплоть до полной утраты;
- упрощение геминат до простых согласных;
- палатализация групп согласных /kt/ и /kl/, /gl/, а также согласных /k/ и /g/ перед гласными переднего ряда;
- полная или частичная апокопа конечных гласных, исключая /a/;
- тенденция к синкопе безударных гласных;
- веляризация согласной /n/ в конце слога и слова, сопровождаемая иногда назализацией предшествующей гласной;
- метафония, область распространения которой в настоящее время сужается.

В числе общих грамматических явлений выделяют:
- сокращение сферы употребления простого перфекта вплоть до полной его утраты и замены сложным перфектом;
- образование так называемого вопросительного спряжения;
- наличие двух рядов субъектных местоимений, ударных и безударных, при глаголах при этом возможно сочетание обеих форм или использование только безударной формы.

Для северноитальянских диалектов характерна меньшая, чем в итальянском языке, роль флективных морфем, при значительной роли внутренних флексий, меньшая автономность словоформы и выраженная тенденция развития аналитических форм. Данная характеристика языковой структуры, а также не которые лексические сходства, сближают северноитальянские языки, прежде всего галло-итальянские, с галло-романскими языками.